# Villers-sur-le-Roule
Villers-sur-le-Roule – miejscowość i gmina we Francji, w regionie Normandia, w departamencie Eure. Przez miejscowość przepływa Sekwana. 
Według danych na rok 1990 gminę zamieszkiwało 540 osób, a gęstość zaludnienia wynosiła 125 osób/km² (wśród 1421 gmin Górnej Normandii Villers-sur-le-Roule plasuje się na 427. miejscu pod względem liczby ludności, natomiast pod względem powierzchni na miejscu 742.).